# 圣洛伦索-德莫鲁尼斯
桑特略伦斯斯德莫鲁尼斯，是西班牙加泰罗尼亚莱里达省的一个市镇。 总面积4平方公里，总人口921人（2001年），人口密度230人/平方公里。